# 천화불교
천화불교(天華佛敎)는 1964년 2월 3일 서울 종로구 누상동 산 1의 6소재 용운사(龍雲寺)에서 이숙봉(李淑峰) · 이희수(李喜秀) · 이정봉(李貞峰) 3형제가 창종하였으며 미륵 · 정토사상계에 속한다.
환희성모(歡喜聖母)를 본존불로, 석가여래를（釋迦牟尼） 귀명원불로, 《화엄경》을 소의경전으로 삼는다. 종지(宗旨)는 전미개오（轉迷開悟）의 정법（正法）을 펴 제세구중의 원력을 성취하는 데 있다.
종단기구(宗團機構)는 교주 아래 수호원(修護院) · 총지원(總持院) · 교무회와 각 5부로 구성되었고, 본산(本山) 내에 약쑥탕이 있어 많은 효험을 보며 또한 이를 통하여 교화사업의 일환책을 펴고 있다. 현재의 의료시설을 갖추기 위해 사내의 의료원을 건축하였으며, 교화 방법으로 매월 6일과 29일 정기관음법회를 갖고, 매년 사직공원(社稷公園)에서 단군사직대제를（檀君社稷大祭） 음력 3월 15일과 10월 3일에 봉행하고 있다.